# Leones del Caracas

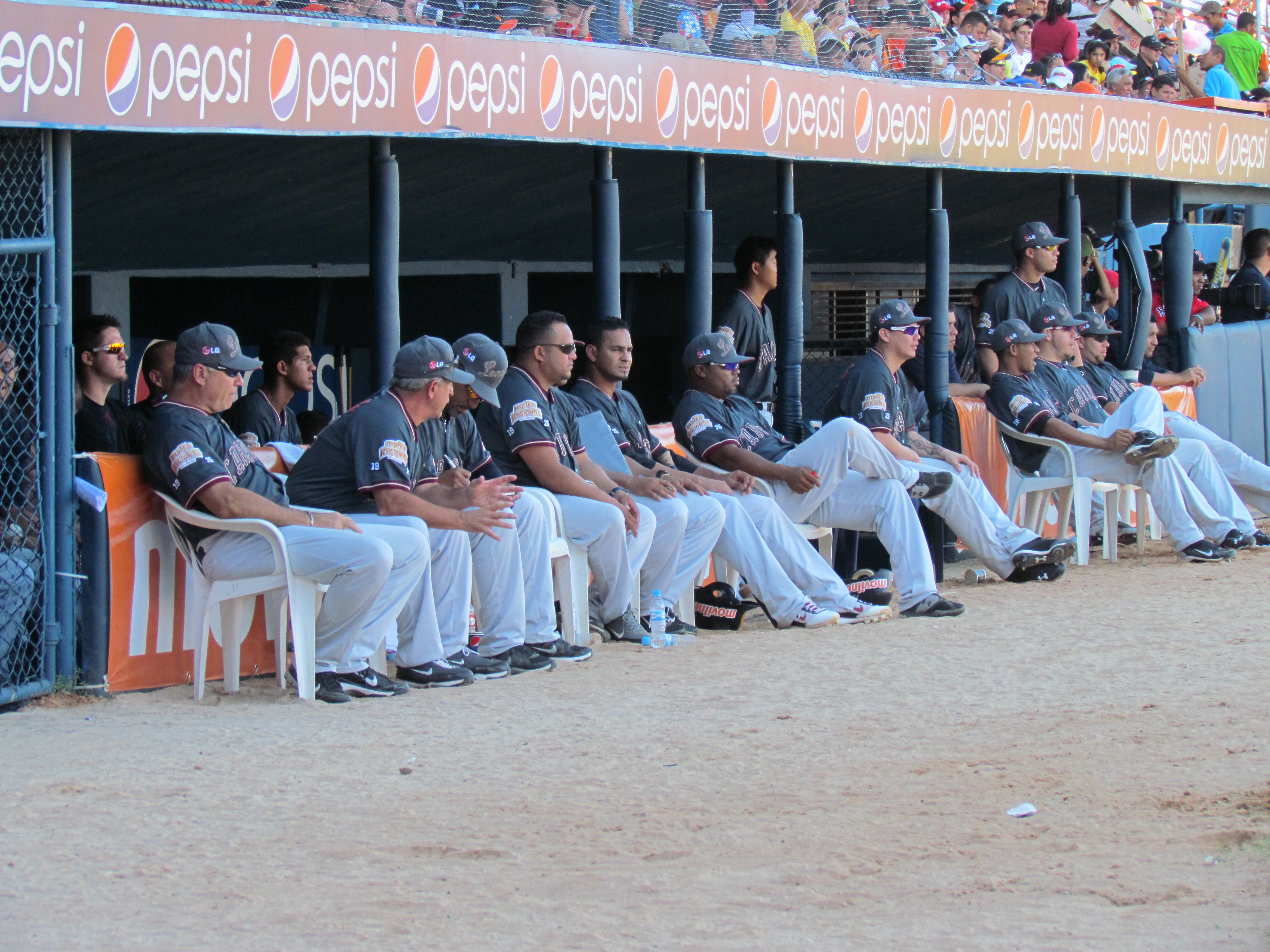
Leones del Caracas

De Leones del Caracas is een Venezolaans honkbalteam uit Caracas. Ze spelen in de Winter League van de Liga Venezolana de Béisbol Profesional. De club werd kampioen in 1952-53, 1956-57, 1961-62, 1963-1964, 1966-67, 1967-68, 1972-73, 1977-78, 1979-80, 1980-81, 1981-82, 1986-87, 1987-88, 1989-90, 1994-95, 2005-06 en 2009-10. Het stadion waar ze hun thuiswedstrijden in spelen heet Estadio Universitario de Caracas.
De Navegantes del Magallanes zijn de aartsrivalen van de Leones del Caracas.